# Meistriliiga 2025
La Meistriliiga 2025, nota anche come A. Le Coq Premium Liiga 2025 per ragioni di sponsorizzazione, è la 35ª edizione della massima serie del campionato estone di calcio. La stagione è iniziata il 28 febbraio 2025 e si concluderà l'8 novembre successivo.
La squadra campione in carica è il Levadia Tallinn, che ha vinto il suo undicesimo titolo nazionale nell'edizione 2024.

## Stagione

### Novità
Dalla stagione precedente è stato retrocesso il Nõmme United, ultimo classificato del campionato. Al suo posto dalla Esiliiga è stato promosso l'Harju Laagri, primo in campionato e di ritorno in massima serie dopo una stagione di assenza.

### Formula
Le 10 squadre partecipanti si affrontano in un doppio girone di andata e ritorno, per un totale di 36 giornate. La squadra campione di Estonia ha diritto a partecipare alla UEFA Champions League 2026-2027 partendo dal primo turno di qualificazione. Le squadre classificate al secondo e terzo posto sono ammesse alla UEFA Conference League 2026-2027 partendo dal primo turno di qualificazione, assieme alla squadra vincitrice della coppa nazionale. L'ultima classificata retrocede direttamente in Esiliiga, mentre la penultima disputa uno spareggio contro la seconda classificata della Esiliiga per la permanenza in Meistriliiga.

## Squadre partecipanti
| Club            | Città         | Stadio                   | Stagione precedente      |
| --------------- | ------------- | ------------------------ | ------------------------ |
| Flora Tallinn   | Tallinn       | A. Le Coq Arena          | 4° in Meistriliiga       |
| Harju Laagri    | Laagri (Saue) | Laagri Staadion          | 1° in Esiliiga, promosso |
| Kalev Tallinn   | Tallinn       | Kadrioru Staadion        | 9° in Meistriliiga       |
| Kalju Nõmme     | Tallinn       | Hiiu Staadion            | 2° in Meistriliiga       |
| Kuressaare      | Kuressaare    | Kuressaare Linnastaadion | 8° in Meistriliiga       |
| Levadia Tallinn | Tallinn       | A. Le Coq Arena          | Campione d'Estonia       |
| Paide           | Paide         | Paide Linnastaadion      | 3° in Meistriliiga       |
| Tammeka Tartu   | Tartu         | Tamme Staadion           | 5° in Meistriliiga       |
| Trans Narva     | Narva         | Kreenholmi Staadion      | 6° in Meistriliiga       |
| Vaprus Pärnu    | Pärnu         | Pärnu Rännastaadion      | 7° in Meistriliiga       |

## Stagione regolare

### Classifica
Aggiornata al 25 luglio 2025.
|  | Pos. | Squadra         | Pt | G  | V  | N | P  | GF | GS | DR  |
|  | ---- | --------------- | -- | -- | -- | - | -- | -- | -- | --- |
|  | 1.   | Levadia Tallinn | 50 | 21 | 16 | 2 | 3  | 51 | 16 | +35 |
|  | 2.   | Flora Tallinn   | 47 | 21 | 15 | 2 | 4  | 45 | 18 | +27 |
|  | 3.   | Paide           | 41 | 21 | 13 | 2 | 6  | 33 | 18 | +15 |
|  | 4.   | Kalju Nõmme     | 41 | 21 | 13 | 2 | 6  | 43 | 24 | +19 |
|  | 5.   | Trans Narva     | 35 | 21 | 11 | 2 | 8  | 36 | 27 | +9  |
|  | 6.   | Vaprus Pärnu    | 24 | 21 | 6  | 6 | 9  | 29 | 31 | -2  |
|  | 7.   | Tammeka Tartu   | 19 | 21 | 6  | 1 | 14 | 27 | 44 | -17 |
|  | 8.   | Kuressaare      | 17 | 21 | 5  | 2 | 14 | 22 | 41 | -19 |
|  | 9.   | Harju Laagri    | 16 | 21 | 4  | 4 | 13 | 23 | 44 | -21 |
|  | 10.  | Kalev Tallinn   | 13 | 21 | 4  | 1 | 16 | 21 | 67 | -46 |

Legenda:
      Campione di Estonia e ammessa alla UEFA Champions League 2026-2027
      Ammessa alla UEFA Europa Conference League 2026-2027
 Ammessa allo spareggio promozione-retrocessione
      Retrocessa in Esiiliga 2026.
Regolamento:
Tre punti a vittoria, uno a pareggio, zero a sconfitta.
La classifica viene stilata secondo i seguenti criteri:
- Punti conquistati
- Spareggio (solo per decidere la squadra campione)
- Meno partite perse a tavolino
- Partite vinte
- Punti conquistati negli scontri diretti
- Differenza reti negli scontri diretti
- Differenza reti generale
- Reti totali realizzate
- Fair-play ranking

### Risultati

#### Partite (1-18)
|                 | Flo  | Hrj  | Kal  | Klj  | Kur  | Lev  | Pai  | Tam  | Tra  | Vap  |
| --------------- | ---- | ---- | ---- | ---- | ---- | ---- | ---- | ---- | ---- | ---- |
| Flora Tallinn   | –––– | 4-1  | 3-1  | 2-3  | 5-0  | 1-0  | 1-0  | 3-1  | 2-2  | 0-1  |
| Harju Laagri    | 0-3  | –––– | 2-0  |      | 1-1  | 0-1  | 1-2  | 4-1  | 0-3  | 0-1  |
| Kalev Tallinn   | 0-4  | 1-3  | –––– | 0-1  | 4-1  | 0-9  | 1-0  | 1-2  | 2-5  | 0-3  |
| Kalju Nõmme     | 1-2  | 3-0  | 6-1  | –––– | 4-0  | 2-0  | 0-2  | 2-2  | 2-0  |      |
| Kuressaare      | 1-3  | 1-2  | 2-0  | 0-2  | –––– | 1-2  | 1-2  | 2-3  | 2-1  | 1-0  |
| Levadia Tallinn | 0-0  | 5-0  | 4-0  | 2-1  | 2-1  | –––– | 2-1  | 4-0  | 2-1  | 2-2  |
| Paide           | 2-1  | 2-2  | 5-0  | 4-0  | 1-1  | 2-1  | –––– | 1-0  | 0-1  | 1-0  |
| Tammeka Tartu   | 1-2  |      | 5-0  | 0-1  | 1-0  | 2-3  | 0-2  | –––– | 1-2  | 0-5  |
| Trans Narva     | 1-2  | 4-2  | 1-0  | 1-2  | 0-2  | 0-1  | 1-0  | 4-0  | –––– | 4-2  |
| Vaprus Pärnu    | 0-3  | 1-1  | 2-2  | 0-3  | 2-1  | 1-2  | 1-2  | 2-1  | 1-2  | –––– |

#### Partite (19-36)
|                 | Flo  | Hrj  | Kal  | Klj  | Kur  | Lev  | Pai  | Tam  | Tra  | Vap  |
| --------------- | ---- | ---- | ---- | ---- | ---- | ---- | ---- | ---- | ---- | ---- |
| Flora Tallinn   | –––– |      |      | 1-0  |      |      | 1-2  |      |      |      |
| Harju Laagri    |      | –––– |      |      |      |      |      |      |      |      |
| Kalev Tallinn   |      | 3-1  | –––– |      |      |      |      | 3-2  |      |      |
| Kalju Nõmme     |      | 1-0  | 6-2  | –––– |      |      |      |      |      |      |
| Kuressaare      |      |      |      |      | –––– |      |      | 0-2  |      | 2-1  |
| Levadia Tallinn |      | 3-0  |      | 3-1  |      | –––– |      |      |      |      |
| Paide           |      |      |      |      |      | 0-3  | –––– |      | 2-0  |      |
| Tammeka Tartu   | 1-2  |      |      |      |      |      |      | –––– |      |      |
| Trans Narva     |      |      |      |      | 3-2  |      |      |      | –––– |      |
| Vaprus Pärnu    |      | 2-2  |      | 2-2  |      |      |      |      | 0-0  | –––– |

## Spareggio promozione/retrocessione
|  | Risultati |  | Luogo e data |
|  | --------- |  | ------------ |
|  |           |  |              |
|  |           |  |              |
|  |           |  |              |

## Statistiche

### Capoliste solitarie
|    | —— | ——      | ——      | ——      | ——      | ——      | ——      | ——      | ——      | ——      | ——      | ——    | ——    | ——    | ——  | ——  | ——  | ——  | ——  | ——  | ——  | ——  | ——  | ——  | ——  | ——  | ——  | ——  | ——  | ——  | ——  | ——  | ——  | ——  | ——  | —— |  |
|    |    | Levadia | Levadia | Levadia | Levadia | Levadia | Levadia | Levadia | Levadia | Levadia | Levadia | Flora | Flora | Flora |     |     |     |     | Lev | Lev |     |     |     |     |     |     |     |     |     |     |     |     |     |     |     |    |  |
|    |    |         |         |         |         |         |         |         |         |         |         |       |       |       |     |     |     |     |     |     |     |     |     |     |     |     |     |     |     |     |     |     |     |     |     |    |  |
|    |    |         |         |         |         |         |         |         |         |         |         |       |       |       |     |     |     |     |     |     |     |     |     |     |     |     |     |     |     |     |     |     |     |     |     |    |  |
| 1ª | 2ª | 3ª      | 4ª      | 5ª      | 6ª      | 7ª      | 8ª      | 9ª      | 10ª     | 11ª     | 12ª     | 13ª   | 14ª   | 15ª   | 16ª | 17ª | 18ª | 19ª | 20ª | 21ª | 22ª | 23ª | 24ª | 25ª | 26ª | 27ª | 28ª | 29ª | 30ª | 31ª | 32ª | 33ª | 34ª | 35ª | 36ª |    |  |

### Classifica marcatori
Aggiornata al 25 luglio 2025.
| Gol |  |  | Giocatore      | Squadra         |
| --- |  |  | -------------- | --------------- |
| 12  |  |  | Pierre Kaboré  | Trans Narva     |
| 11  |  |  | Karel Eerme    | Harju Laagri    |
| 11  |  |  | Ahmed Adebayo  | Tammeka Tartu   |
| 10  |  |  | Rauno Sappinen | Flora Tallinn   |
| 9   |  |  | Markus Poom    | Flora Tallinn   |
| 8   |  |  | Taaniel Usta   | Kalev Tallinn   |
| 8   |  |  | Robi Saarma    | Paide           |
| 8   |  |  | Ernest Agyiri  | Levadia Tallinn |
| 7   |  |  | Kristjan Kask  | Kalju           |
| 7   |  |  | Josué Doké     | Trans Narva     |